# 800 Words
800 Words – australijsko-nowozelandzki serial telewizyjny wyprodukowany przez South Pacific Pictures i Seven Productions. Swoją premierę miał 15 września 2015 roku w Australii na kanale Seven Network.

## Produkcja
Serial 800 Words został wyprodukowany przez South Pacific Pictures i Seven Productions. Twórcami serialu są James Griffin oraz Maxine Fleming (scenarzyści serialu Do diabła z kryminałem). Pierwsza seria kręcona była w marcu 2015 roku. Większość scen kręcono na Wyspie Północnej w Nowej Zelandii, jednak część z nich została nakręcona w Australii. W październiku 2015 roku ogłoszono, że serial będzie miał drugi sezon.

## Fabuła
Popularny felietonista z Sydney, George Turner kupuje przez Internet dom w Nowej Zelandii. Wraz z nastoletnimi dziećmi – Shay i Arlo przeprowadza się do miasteczka Weld, aby tam rozpocząć nowe życie po śmierci swojej żony – Laury.

## Obsada
- Erik Thomson jako George Turner
- Melina Vidler jako Shay Turner
- Benson Jack Anthony jako Arlo Turner
- Rick Donald jako Woody
- Bridie Carter jako Jan
- Emma Leonard jako Tracey
- Michelle Langstone jako Fiona
- Anna Jullienne jako Katie
- Alexander Tarrant jako Ike
- Cian Elyse White jako Hannah
- Peter Elliott jako Big Mac
- Jonathan Brugh jako Monty
- Paul Glover jako Bill Junior
- John Leigh jako posterunkowy Tom
- Manon Blackman jako Lindsay
- Reon Bell jako Billy
- Rob Williams jako Zac
- Olivia Tennet jako Siouxsie
- Jesse Griffin jako Sean
- Renee Lyons jako Brenda
- Jackie van Beek jako Gloria
- Henry Beasley jako Ollie
- David Fane jako Smiler
- Miriama Smith jako Ngahuia

 Gościnnie
- Tandi Wright jako Laura Turner (sezon 1)
- Peter Hayden jako Roger (sezon 1-2)
- Elizabeth Hawthorne jako Trish (sezon 1-2)
- Nathalie Boltt jako Rea (sezon 1-2)
- Millen Baird jako Robbie (sezon 2)
- Esther Stephens jako Becks (sezon 2)
- Jamaica Vaughan jako Emma (sezon 2)
- Ditch Davey jako Terry (sezon 2)
- Mark Ferguson jako Steve (sezon 2-3)
- Rachael Carpani jako Mary (sezon 3)

## Odcinki
| Sezon | Sezon | Odcinki | Oryginalna emisja | Oryginalna emisja    |
| Sezon | Sezon | Odcinki | Premiera sezonu   | Finał sezonu         |
| ----- | ----- | ------- | ----------------- | -------------------- |
|       | 1     | 8       | 15 września 2015  | 3 listopada 2015     |
|       | 2     | 8       | 23 sierpnia 2016  | 4 października 2016  |
|       | 2     | 8       | 31 stycznia 2017  | 21 marca 2017        |
|       | 3     | 8       | 12 września 2017  | 24 października 2017 |
|       | 3     | 8       | 14 sierpnia 2018  | 2 października 2018  |

## Nagrody i nominacje
TV Week Logie Awards
| Rok  | Kategoria                                                                      | Nagroda        | Rezultat  | Źródło |
| ---- | ------------------------------------------------------------------------------ | -------------- | --------- | ------ |
| 2016 | Najlepszy aktor (Best Actor) – Erik Thomson                                    | Silver Logie   | Wygrana   | [ 5 ]  |
| 2016 | Najlepszy nowy talent (Best New Talent) – Benson Jack Anthony                  | Silver Logie   | Nominacja | [ 6 ]  |
| 2016 | Najlepszy program dramatyczny (Best Drama Program)                             | Silver Logie   | Nominacja | [ 6 ]  |
| 2016 | Czołowy serial dramatyczny (Best Outstanding Drama Series)                     | Silver Logie   | Nominacja | [ 6 ]  |
| 2016 | Najlepsza nowa aktorka (Most Outstanding Newcomer – Actress) – Melina Vidler   | Silver Logie   | Wygrana   | [ 6 ]  |
| 2016 | Przełomowa gwiazda jutra (Breakthrough Star Of Tomorrow) – Benson Jack Anthony | Graham Kennedy | Nominacja | [ 6 ]  |
| 2017 | Najlepszy aktor (Best Actor) – Erik Thomson                                    | Silver Logie   | Nominacja | [ 7 ]  |
| 2017 | Najlepszy aktor drugoplanowy (Most Outstanding Supporting Actor) – Rick Donald | Silver Logie   | Nominacja | [ 7 ]  |
| 2017 | Najlepszy program dramatyczny (Best Drama Program)                             | Silver Logie   | Nominacja | [ 7 ]  |

New Zealand TV Awards
| Rok  | Kategoria                                                           | Rezultat | Źródło |
| ---- | ------------------------------------------------------------------- | -------- | ------ |
| 2017 | Najlepszy serial dramatyczny (New Zealand On Air Best Drama Series) | Wygrana  | [ 8 ]  |

## Daty premier
| Kraj            | Data premiery serialu | Kanał telewizyjny |
| --------------- | --------------------- | ----------------- |
| Australia       | 15 września 2015      | Seven Network     |
| Nowa Zelandia   | 5 listopada 2015      | TVNZ              |
| USA             | 5 września 2016       | Acorn TV          |
| Finlandia       | 5 czerwca 2017        | Yle TV1           |
| Wielka Brytania | 9 kwietnia 2018       | BBC One           |
| Włochy          | 25 czerwca 2018       | Fox Life          |